# Aeroporto Internacional Hector
O Aeroporto Internacional de Hector (IATA: FAR, ICAO: KFAR, FAA LID: FAR) é um aeroporto público localizado na cidade de Fargo, Condado de Cass, Dakota do Norte, Estados Unidos.
O aeroporto foi nomeado de Hector, devido ao nome do doador da terra do aeroporto. O aeroporto está disponível para as chegadas do Canadá e de outros países, no entanto, não dispõe de voos regulares de companhias aéreas para fora do país, mas tem o seu título internacional por causa deste serviço.

## Companhia e destinos
| Companhia                                       | Destino                                  |
| ----------------------------------------------- | ---------------------------------------- |
| Allegiant Air                                   | Las Vegas, Los Angeles, Orlando, Phoenix |
| Delta operado por SkyWest Airlines              | Salt Lake City                           |
| Frontier Airlines operado por Lynx Aviation     | Denver                                   |
| Northwest Airlines                              | Minneapolis                              |
| Northwest Airlink operado por Compass Airlines  | Minneapolis                              |
| Northwest Airlink operado por Mesaba Airlines   | Minneapolis                              |
| Northwest Airlink operado por Pinnacle Airlines | Minneapolis                              |
| United Express operado por SkyWest Airlines     | Chicago, Denver                          |

### Maiores destinos
| Posição | Cidade             | Passageiros | Companhia        |
| ------- | ------------------ | ----------- | ---------------- |
| 1       | Minneapolis, MN    | 162,000     | Delta            |
| 2       | Chicago O'Hare, IL | 86,000      | American, United |
| 3       | Denver, CO         | 75,000      | Frontier, United |
| 4       | Phoenix-Mesa, AZ   | 29,000      | Allegiant        |
| 5       | Salt Lake City, UT | 23,000      | Delta            |
| 5       | Las Vegas, NV      | 23,000      | Allegiant        |
| 7       | Dallas, TX         | 14,000      | American         |
| 8       | Orlando, FL        | 13,000      | Allegiant        |
| 9       | St. Petersburg, FL | 6,000       | Allegiant        |
| 10      | Los Angeles, CA    | 4,000       | Allegiant        |

### Cargo
- DHL Express
- FedEx Express
- UPS Airlines